# Saint-Léger-des-Bois
Saint-Léger-des-Bois era una comuna francesa que estaba situada en el departamento de Maine y Loira, de la región de Países del Loira que el 1 de enero de 2019 pasó a formar parte de la comuna nueva de Saint-Léger-de-Linières como comuna delegada.

## Historia
Entre 1790 y 1794 absorbe la comuna de Les Essarts.

## Demografía
| Gráfica de evolución demográfica de Saint-Léger-des-Bois entre 1800 y 2016 |
|                                                                            |

Los datos demográficos contemplados en este gráfico de la comuna de Saint-Léger-des-Bois se han cogido de 1800 a 1999 de la página francesa EHESS/Cassini, y los demás datos de la página del INSEE.